# Myśliczek juno
Myśliczek juno (Stenus juno) – gatunek chrząszcza z rodziny kusakowatych i podrodziny myśliczków (Steninae).
Gatunek ten został opisany w 1789 roku przez Gustafa von Paykulla jako Staphylinus juno.
Chrząszcz o ciele długości od 5,2 do 6,5 mm. Przedplecze ma wyraźnie węższe od pokryw i krótsze niż ich szew, tęższe niż u myśliczka wrzosowca, wyposażone w krótką, szeroką i słabo zaznaczoną bruzdę pośrodku. Pokrywy są trochę szersze niż długie. Początkowe tergity odwłoka mają pośrodku części nasadowych pojedyncze, krótkie listewki. Co najmniej cztery pierwsze tergity mają boczne brzegi odgraniczone szerokimi bruzdami. Odnóża są ubarwione czarno. Smukłe tylne stopy prawie dorównują długością goleniom.
Owad holarktyczny, znany z Europy, Rosji, Gruzji, Azerbejdżanu, Chin, Japonii, Algierii, Kanady i Stanów Zjednoczonych, w Polsce pospolity. Zasiedla bagniste pobrzeża rzek i jezior oraz ściółkę wilgotnych lasów.